# Culex fasyi
Culex fasyi är en tvåvingeart som beskrevs av Francisco E. Baisas 1938. Culex fasyi ingår i släktet Culex och familjen stickmyggor.
Artens utbredningsområde är Filippinerna. Inga underarter finns listade i Catalogue of Life.